# Antonio Mordini
Pour les articles homonymes, voir Mordini.
Antonio Mordini (né à Barga, le 31 mai 1819, mort à Montecatini, le 14 juillet 1902) est un patriote et un sénateur du royaume d'Italie.

## Biographie
Mordini est diplômé in utroque à Pise en 1837.
Il est ministre des Travaux publics du royaume d'Italie dans le gouvernement Menabrea III.

### Ses rapports avec le gouvernement national
Sa carrière commence en 1848, quand il devient un opposant de gauche à la politique gouvernementale de Daniele Manin. Expulsé de sa ville natale, il part à Florence, où il prend part aux discussions des Républicains qui souhaitent l'union de la Toscane avec la République romaine et qui critiquent la prudence en vue de l'union des administrations du gouvernement d'alors, Guerrazzi-Montanelli. Après la fuite du Grand duc de Florence (en 1849), Mordini est nommé Ministre des Affaires Étrangères du gouvernement en place, Guerrazzi-Montanelli, dans lequel il est associé à Mazzoni. Au retour de Léopold II, il doit s'exiler à Londres. En 1852, il adhère au groupe genevois dissident de Mazzini.

### La lutte pro-piémontaise et la Sicile
Le 6 février 1853, il commence à développer des idées d'annexion du Piémont au grand-duché de Toscane, et il s'enrôle dans les chasseurs des Alpes pendant de la guerre de 1859. Il vote pour l'annexion de région de Turin lors de l'armistice de Villafranca.
Il est élu député au Parlement subalpin, et rencontre Giuseppe Garibaldi à Monreale. Il devient prodictateur de la Sicile, il maintient l'équilibre entre les « annexionnistes » de l'Italie du sud et les modérés autonomistes. Il est en mesure d'accueillir le futur roi Victor-Emmanuel III en 1860.

### Son arrestation et ses nominations
En 1860, il est élu député dans la circonscription de Borgo a Mozzano. En 1862, il est renvoyé vers Garibaldi à Catane, mais il est arrêté à Naples car il est accusé d'être coresponsable de la bataille de l'Aspromonte, chose qui se révèle infondée. Toujours en 1862, il est initié en franc-maçonnerie dans la loge « Dante Alighieri » de Turin et en 1864 il est  élu membre du Grand Orient d'Italie par l'assemblée constituante maçonnique de Florence. Il est nommé préfet de Naples de 1872 à 1876. Il traverse le scandale de la banque romaine (en 1893) alors qu'il est président de la commission financière, cet événement conduit à la démission, Giovanni Giolitti, président du conseil des ministres et ministre de l'Intérieur. En 1896, Mordini est nommé sénateur à vie du Royaume d'Italie.

## Hommage
Une statue sculptée par Raffaello Romanelli lui est dédiée dans sa ville de naissance (Barga). Elle a été inaugurée en 1905 sur la piazza Il Fosso.